# Орсо (князь Беневентський)
Орсо або Урсус (†892), князь Беневентський (891—892, син брата князя Аюльфа II. Правив недовго оскільки полководець візантійців з Калабрії Сибатик захопив Беневенто, яке на деякий час стало столицею візантійського адміністративного округу.